# Franz Simandl
Franz Simandl   (Blatná, 1 d'agost de 1840 - Viena, 13 de desembre de 1912) Va ser un contrabaixista i pedagog txec, més recordat pel seu llibre New Method for the Bass Bass, conegut com el llibre Simandl, que fins avui s'utilitza com a estudi estàndard de la tècnica de contrabaix i les posicions de mà.
El seu enfocament utilitza el primer, segon i quart dit de la mà esquerra (el tercer i el quart funcionant junts com un dígit) per aturar les cordes al registre inferior de l'instrument i dividir el taulell de comandament en diverses posicions.
El segon volum del mètode té en compte la utilització de la posició del polze utilitzant el dit polze, primer, segon i tercer dits, per interpretar a treballs en solitari, registre alt i dividir de nou la fitxa en un concepte de posicions. El segon volum també aprofundeix en la interpretació d'harmònics.
El "Nou mètode" de Simandl, que ja té més d'un segle, és encara comú entre els contrabaixistes clàssics, tot i que el llibre en si és lentament substituït per mètodes més nous que incorporen la teoria pedagògica moderna. Es reconeixen modernes adaptacions, extensions i reptes a les doctrines de Simandl.

Simandl va estudiar al Conservatori de Praga amb Josef Hrabe abans d'esdevenir el baixista principal de l'Orquestra de l'Òpera de la Cort de Viena. Va ser professor de contrabaix al Conservatori de Viena de 1869 a 1910. Entre els seus alumnes s'inclouen molts dels baixistes més importants de la seva època, com Ludwig Manoly, que es va traslladar a la ciutat de Nova York convertint-se en el baix principal de la Filharmònica de Nova York i va ser un professor influent.
El "arbre genealògic" de pedagogs de Simandl s'estén des de fa moltes generacions. Els baixistes i educadors destacats que poden seguir el rastre directament a Simandl inclouen Adolf Mišek, Richard Davis, Mark Dresser, Joseph Guastafeste, Greg Sarchet, Gary Karr, Hermann Reinshagen, Karl E. H. Seigfried, Ludwig Streicher, Bertram Turetzky i Frederick Zimmermann.

## Obra
- Simandl, Franz (1956). 30 studies for string bass. LCCN 85751475
- Simandl, Franz (1957). Gradus ad parnassum : 24 studies for string bass. LCCN 85752065
- Simandl, Franz (1968). New method for string bass. LCCN 97706725